# Горишув-Нова-Кольонія
Горишув-Нова-Кольонія (пол. Horyszów-Nowa Kolonia) — село в Польщі, у гміні Ситно Замойського повіту Люблінського воєводства.
Населення — 166 осіб (2011).

## Демографія
Демографічна структура станом на 31 березня 2011 року:
|          | Загалом | Допрацездатний вік | Працездатний вік | Постпрацездатний вік |
| -------- | ------- | ------------------ | ---------------- | -------------------- |
| Чоловіки | 81      | 20                 | 53               | 8                    |
| Жінки    | 85      | 17                 | 51               | 17                   |
| Разом    | 166     | 37                 | 104              | 25                   |